# 元彧
元彧（?—530年），字文若，原名亮，原字仕明，河南郡洛阳县（今河南省洛阳市东）人，魏太武帝拓跋燾玄孙，濟南康王元昌之子。
元彧自小就与堂兄安丰王元延明、中山王元熙都以宗室的身份博通古史有文学才能而齐名，尚书郎范阳卢道将对吏部尚书清河崔休说：“三人的才学虽然不分高低，但安丰王不善于辩论，中山王是非太多，都不如济南王风流儒雅。”
元彧當時侍中穆紹與彧同署，因避穆紹父穆亮名諱，啟求皇帝下詔改名。皇帝因元彧風神運吐，常自以比荀文若，所以下詔可更名彧，以取定體相倫之美。元彧要求恢復本身封地，皇帝亦下詔准許復封臨淮，寄食相州魏郡。又長兼御史中尉。元彧以為因是皇親而得到此地位，所以不謝。積累年資而被遷為侍中、衛將軍、左光祿大夫，兼尚書左僕射。後以本官為東道行台。後來爾朱榮攻入洛陽，殺害元氏宗室，元彧撫膺慟哭，遂投奔至南梁。梁武帝遣其舍人陳建孫迎接，並觀察元彧的為人。陳建孫稱元彧風神閒俊。梁武帝早前亦聞其名，非常器重他，他亦待。接見元彧於樂游園，因而設宴樂。元彧聽聞聲音歔欷，流了涕淚，梁武帝因此不樂。自前後奔叛，皆候旨稱魏為偽，唯獨元彧上表啟奏時常仍以魏臨淮王為號。梁武帝體會元彧的雅性，並沒有責罰。後來知道莊帝踐阼繼位，元彧以母老請還，辭旨非常懇切。梁武帝憐惜其才能，又難違其意，遂遣其僕射徐勉私自勸元彧留下。但是元彧去此意堅決，梁武帝乃以厚禮遣回。元彧為人至孝。自己經歷違離，又很久沒有進食酒肉，以致其容貌非常憔悴。歷位尚書令、大司馬，兼錄尚書。
後來魏孝庄帝元子攸追尊父親彭城武宣王元勰為文穆皇帝，廟號肅祖，母李媛华為文穆皇后，将他們的神主遷到太廟，又以魏孝文帝為伯考。元彧表諫阻止，但是當時孝莊帝心意堅決，朝臣無人敢上言，唯獨元彧與吏部尚書李神俊上表勸阻。孝莊帝下詔認為對其父文穆皇帝恭上尊號是因考慮依循舊有的模範而為，並無不妥。孝莊帝既因受其諸位妹妹強逼請求。黃門侍郎常景、中書侍郎邢子才對此事也贊成。孝莊帝又追尊兄彭城王元劭為孝宣帝。元彧又再面諫阻止此等前所未有的尊封。但孝莊帝不聽其勸告。及至神主入廟，孝莊帝復敕令百官陪從，依照乘輿之形式進行。元彧又再三以史無前例而上表阻止，又不被孝莊帝採納。
爾朱榮死後，元彧出任司徒。建明元年，爾朱兆率眾殺至京城，元彧從東掖門逃亡，為爾朱兆部眾所俘獲。當拜見爾朱兆時，辭色不屈，被胡人毆打而薨。魏孝武帝末年，追贈元彧使持节、侍中、太保、领太尉公、录尚书事、大将军、都督定相二州诸军事、定州刺史，临淮王如故，谥号文穆。元彧俊美而有風韻，衣冠高雅，又博覽群書，所以元彧的文藻，雖然已多數失傳，仍有當世的文獻流傳。然而元彧居官時不能清白，所進舉止於親婭，為有識之士所譏諷。元彧無子，由其弟元孝友襲封臨淮王。